# Kelsey (Manitoba)
Pour les articles homonymes, voir Kelsey.
Kelsey est une municipalité rurale au Manitoba dans l'Ouest canadien. Elle est en fait formée de plusieurs aires non contiguës dont la principale est Carrot Valley située autour et au sud-ouest de Le Pas le long de la rivière Carrot. Elle comprend également les communautés de Wanless et de Cranberry Portage plus au nord. Elle couvre une superficie totale de 867,64 km2.

## Communautés
- Cranberry Portage
- Freshford
- Grace Lake
- Moostissoostikwan
- Ralls Island
- Rocky Lake
- Umpherville
- Wanless
- Westray

Le Pas est enclavé dans le territoire de la municipalité rurale de Kelsey, mais celui-ci forme un bourg indépendant.

## Démographie
Lors du recensement de 2011, Kelsey avait une population de 2 125 habitants dont 44 % étaient Autochtones, 23,1 % Amérindiens et 20,7 % Métis, et 56 % Euro-Canadiens.
| 2001  | 2006  | 2011  | 2016  |
| ----- | ----- | ----- | ----- |
| 2 520 | 2 453 | 2 330 | 2 424 |

## Annexe